# زاليغوش
زاليغوشتش (بالروسية: Залегощь) هي بلدة مدنية في مقاطعة أوريول أوبل￼￼روسيا￼￼رحروسيا. عدد سكانها 5520 نسمة (2006).

## عدد السكان
5,338 (إحصاء 2010)،
6,005 (إحصاء 2002)،
5,744 (إحصاء 1989).